# 温斯顿
温斯顿是一名玩家角色，出现于暴雪娱乐开发的第一人称射击游戏《守望先锋》及其相关媒介。温斯顿是《守望先锋》媒介中比较突出的角色之一。他在游戏的片头动画中出现，也是暴雪发布的动画短片的焦点角色。
此角色是一个由基因工程改造而来的大猩猩，这一工程为虛構世界中的地平线月球殖民地测试长期居住在太空的影响。

## 开发与设计
温斯顿于BlizzCon 2014首次亮相。他有一副沉重的白色护甲，戴眼镜以及具备电荷近战攻击的本领。
《守望先锋》首席设计师杰夫·古德曼（Geoff Goodman）称温斯顿以及同为坦克角色的D.Va都被设计成具有相对较低的伤害输出，因为“他们的机动性强并且难于击杀。游戏中的每一个角色都有自己的优点和弱点，这样才能使团队配合更好。”游戏公测阶段结束时，由于他“巨大的命中面积和微小的装甲数”，温斯顿的生命值被削弱。

## 玩法
温斯顿在《守望先锋》中是一名坦克角色，在所有的坦克角色中最为灵活。《硬派玩家》的马特·惠特克（Matt Whittaker）表示温斯顿的能力使“优秀的温斯顿玩家利用他的能力阻断对方的目标，把队友从攻击或防御状态中解放出来。”尽管温斯顿具有相对较低的伤害输出，但他的特斯拉炮可以在锥形范围内不断对对手造成近距离伤害。武器伤害不能被阻塞或偏转。温斯顿还配备了一个喷射背包，可以使他迅速到达目标、脱离战斗，在落地后对附近敌人造成伤害。温斯顿的第二个能力“屏障发射器”，可以生成一个气泡状力场，吸收伤害直到被摧毁。他的终极能力“原始暴怒”可将自己的生命值提升至1000，近战攻击可以给敌人造成大量伤害，他还可以更频繁地使用喷射背包。

## 出场

### 《守望先锋》
在《守望先锋》的世界观中，温斯顿是一名29岁经基因改造的大猩猩。他也是一名科学家和冒险家，前行动基地为“地平线”月球殖民地。“地平线”月球殖民地的建立是人类全新太空探索计划的第一步。在殖民地的居民中，有一群经过基因改造的大猩猩，它们在那里的目的是为了测试长时间太空生活的一系列问题。其中一只大猩猩在接受了哈罗德·温斯顿博士团队的基因改造后，显示出了极快的脑部发育迹象，博士本人也将人类科学和创造力教给了这只猩猩。后来其他大猩猩发动叛乱，杀死了所有科学家并占领殖民地。这只大猩猩决定继承哈罗德博士的姓氏：温斯顿，并设计出了一枚临时火箭逃往地球。在那里他加入了守望先锋。他为成员猎空发明了时间加速器，使她可以控制自己的时间。在此之前，猎空遭受了时空解离，无法保持当前的物理形态。

### 动画
温斯顿在暴雪2014年制作的《守望先锋》剧场预告中现身。他也在四集《守望先锋》动画系列短片的第一集《归来》中亮相。在短片中，温斯顿回忆起他在守望先锋的日子，以及在“地平线”月球殖民地的经历。此外，温斯顿还击退了“黑爪”恐怖组织的袭击，这一组织反对守望先锋，力图消灭前守望先锋成员。2042年“佩特拉”法令宣布任何形式的守望先锋行为都是非法行动。然而，在短片结尾，温斯顿启动召回，想要重组守望先锋。
《守望先锋》发行前，暴雪的宣传剧场预告中也出现了温斯顿。

### 其他媒介
2016年，Jinx服装系列发布了温斯顿款的T恤。购买《守望先锋》起源版的玩家会收到一个“宝贝温斯顿”的战斗宠物，这些玩家也将获得《星际争霸II》的温斯顿头像。

## 评价
温斯顿受到了游戏界的积极评价。《每日野兽》的尼克·沙格（Nick Schager）指出温斯顿在预告片的出现“展示了游戏的背景，即一个地球正处在科技高度发达但各类矛盾尖锐的时期。这些角色的成功塑造证明了《守望先锋》动画是数字动画中的杰作”。沙格还把温斯顿比作一个「超越了皮克斯电影」的角色。